# Olympische Sommerspiele 1948/Teilnehmer (Portugal)
| Gelbes Symbol für Goldmedaillen mit stilisierten Olympischen Ringen | Graues Symbol für Silbermedaillen mit stilisierten Olympischen Ringen | Braundes Symbol für Bronzemedaillen mit stilisierten Olympischen Ringen |
| ------------------------------------------------------------------- | --------------------------------------------------------------------- | ----------------------------------------------------------------------- |
| —                                                                   | 1                                                                     | 1                                                                       |

Portugal nahm an den Olympischen Sommerspielen 1948 in London, England, mit einer Delegation von 47 Sportlern (allesamt Männer) teil.

## Medaillengewinner

### Silber
| Namen                                | Sportart | Wettkampf |
| ------------------------------------ | -------- | --------- |
| Duarte Manuel Bello & Fernando Bello | Segeln   | Swallow   |

### Bronze
| Namen                                                | Sportart | Wettkampf           |
| ---------------------------------------------------- | -------- | ------------------- |
| Luís Mena e Silva, Fernando Paes & Francisco Valadas | Reiten   | Dressur, Mannschaft |

## Teilnehmer nach Sportarten

### Fechten
- Álvaro Pinto
Degen, Einzel: Vorrunde
Degen, Mannschaft: Vorrunde

- Emílio Lino
Degen, Einzel: Vorrunde
Degen, Mannschaft: Vorrunde

- Manuel Chagas
Degen, Einzel: Vorrunde
Degen, Mannschaft: Vorrunde

- José Mello e Castro
Degen, Mannschaft: Vorrunde

- João Costa
Degen, Mannschaft: Vorrunde

- Carlos Dias
Degen, Mannschaft: Vorrunde

### Leichtathletik
- António Morais
100 Meter: Viertelfinale
200 Meter: Vorläufe

- Álvaro Dias
Weitsprung: 16. Platz in der Qualifikation

- João Rodrigues Vieira
Dreisprung: 17. Platz in der Qualifikation

- Luís García
Dreisprung: 22. Platz in der Qualifikation

### Reiten
- Fernando Paes
Dressur, Einzel: 9. Platz
Dressur, Mannschaft: Bronze 
Vielseitigkeit, Einzel: 25. Platz
Vielseitigkeit, Mannschaft: DNF

- Francisco Valadas
Dressur, Einzel: 10. Platz
Dressur, Mannschaft: Bronze

- Luís Silva
Dressur, Einzel: 12. Platz
Dressur, Mannschaft: Bronze

- Henrique Callado
Springreiten, Einzel: 18. Platz
Springreiten, Mannschaft: DNF

- João Barrento
Springreiten, Einzel: 22. Platz
Springreiten, Mannschaft: DNF

- Hélder de Souza
Springreiten, Einzel: DNF
Springreiten, Mannschaft: DNF

- Fernando Cavaleiro
Vielseitigkeit, Einzel: 8. Platz
Vielseitigkeit, Mannschaft: DNF

- António Serôdio
Vielseitigkeit, Einzel: DNF
Vielseitigkeit, Mannschaft: DNF

### Rudern
- António Torres
Vierer mit Steuermann: Viertelfinale

- Delfim José da Silva
Vierer mit Steuermann: Viertelfinale

- José Joaquim Cancela
Vierer mit Steuermann: Viertelfinale

- José do Seixo
Vierer mit Steuermann: Viertelfinale

- Leonel Rêgo
Vierer mit Steuermann: Viertelfinale

- Felisberto Fortes
Achter: Halbfinale

- Albino Simões Neto
Achter: Halbfinale

- Carlos Roque
Achter: Halbfinale

- João de Sousa
Achter: Halbfinale

- João Alberto Lemos
Achter: Halbfinale

- Carlos da Benta
Achter: Halbfinale

- José Machado
Achter: Halbfinale

- Ricardo da Benta
Achter: Halbfinale

- Luís Machado
Achter: Halbfinale

### Schießen
- José Maria Ferreira
Schnellfeuerpistole: 22. Platz

- Carlos Queiroz
Schnellfeuerpistole: 54. Platz
Freie Scheibenpistole: 46. Platz
Kleinkaliber, liegend: 63. Platz

- Moysés Cardoso
Schnellfeuerpistole: 55. Platz
Freie Scheibenpistole: 42. Platz

- Abílio Brandão
Kleinkaliber, liegend: 57. Platz

- José Rodrigues da Silva
Kleinkaliber, liegend: 66. Platz

### Schwimmen
- Mário Simas
Rücken, 100 Meter: Vorläufe

### Segeln
- João Miguel Tito
Firefly: 13. Platz

- Duarte Manuel Bello
Swallow: Silber

- Fernando Bello
Swallow: Silber

- Joaquim Fiúza
Star: 6. Platz

- Júlio Gourinho
Star: 6. Platz

- João Félix Capucho
Drachen: 9. Platz

- António de Herédia
Drachen: 9. Platz

- Henrique Sallaty
Drachen: 9. Platz

- Carlos Lourenço
Drachen: 9. Platz